# Mario Lukajić
Mario Lukajić (Zagreb, 19. studenog 1979.) bosanskohercegovački je filmski, televizijski i kazališni glumac.

## Životopis
Akademiju umjetnosti u Banjoj Luci upisao je 2000., a završio 2004. godine. Diplomirao je ulogom Adolfa Hitlera u predstavi Pacijent doktora Freuda Mire Gavrana. Godine 2006. s prijateljima je osnovao Gradsko Pozorište Jazavac, čije je središte u Banjoj Luci, ali je krajem 2010. godine podnio ostavku na mjestu direktora. Glumio je u velikom broju studentskih filmova. Kroz društveni aktivizam počeo se zanimati za politiku. Kandidirao se za odbornika Skupštine grada Banja Luka na izborima 2012. godine.

## Filmografija

### Kazalište
- Naočari Eltona Džona
- Tajni dnevnik Adriana Molea kao George
- Pacijent doktora Freuda kao Adolf Hitler
- Kako ubiti suprugu i zašto kao Suprug
- Gavrillo kao Filip
- Oblik stvari kao Adam
- Kući kao Mike
- Omer-paša Latas kao Paša
- Vlast kao Tasa

### Film
- Reči
- Nepodoban za sva vremena kao Ivan Franjo Jukić

### Televizija
- To toplo ljeto kao Nino (2008.)
- Zabranjena ljubav kao Tom Ružić #2 (2008.)

### Radio drame
- Rođendan (BH Radio)
- Novogodišnja bajka (Radio RS)

## Nagrade
- 2006. - nagrada Ključ Tmače za najbolju akademsku predstavu Bosne i Hercegovine za ulogu Adolfa Hitlera u Pacijent doktora Freuda

## Vanjske poveznice
- Mario Lukajić u internetskoj bazi filmova IMDb-u (engl.)
- Profil glumca  Arhivirana inačica izvorne stranice od 25. studenoga 2010. (Wayback Machine) na službenim stranicama GP Jazavac
- Profil glumca  Arhivirana inačica izvorne stranice od 26. ožujka 2011. (Wayback Machine) na službenim stranicama mladih glumaca Banjaluke